# Freccia Vallone 1972
La Freccia Vallone 1972, trentaseiesima edizione della corsa, si svolse il 23 aprile 1972 per un percorso di 249 km. La vittoria fu ottenuta del belga Eddy Merckx, che completò il percorso in 6h25'00" precedendo il francese, eterno rivale, Raymond Poulidor e l'altro belga Willy Van Neste.
Al traguardo di Marcinelle furono 55 i ciclisti che portarono a termine la competizione dei 132 partiti da Verviers.

## Ordine d'arrivo (Top 10)
| Pos. | Corridore              | Squadra                | Tempo    |
| ---- | ---------------------- | ---------------------- | -------- |
| 1    | Eddy Merckx            | Molteni                | 6h25'00" |
| 2    | Raymond Poulidor       | Gan-Mercier-Hutchinson | s.t.     |
| 3    | Willy Van Neste        | Beaulieu-Flandria      | s.t.     |
| 4    | Gilbert Bellone        | Rokado                 | s.t.     |
| 5    | Georges Pintens        | Van Cauter-Magniflex   | s.t.     |
| 6    | Alain Santy            | Bic                    | s.t.     |
| 7    | Gustaaf Van Roosbroeck | Watney-Avia            | s.t.     |
| 8    | Wim Schepers           | Rokado                 | s.t.     |
| 9    | Leif Mortensen         | Bic                    | s.t.     |
| 10   | Roger Swerts           | Molteni                | s.t.     |